# LT&SR Covered Goods Van 9
Die gedeckten Güterwagen nach Musterblatt 9 (im Englischen mit Covered Goods Van bezeichnet) der britischen London, Tilbury and Southend Railway (LT&SR) wurden zwischen 1885 und 1902 gebaut.

## Geschichte
Die zweiachsigen Wagen nach Musterblatt 9 entstanden erstmals 1885. Insgesamt wurden bis 1902 bei zwei verschiedenen Wagenbauanstalten 634 Exemplare gebaut. Sie waren, wie die meisten Güterwagen der Gesellschaft, hellgrau lackiert.
| Baujahr | Hersteller                                      | Anzahl | Bahnnummer |
| ------- | ----------------------------------------------- | ------ | ---------- |
| 1885    | Metropolitan Railway Carriage and Wagon Company | 250    | 323–572    |
| 1891    | Oldbury Railway Carriage and Wagon Company      | 50     | 783–832    |
| 1897    | Metropolitan Railway Carriage and Wagon Company | 100    | 944–1043   |
| 1899    | Metropolitan Railway Carriage and Wagon Company | 84     | 1200–1283  |
| 1902    | Metropolitan Railway Carriage and Wagon Company | 150    | 1500–1649  |

## Umbauten
15 Wagen (Nummer 323 und 1500–1513) wurden 1904 in den bahneigenen Werkstätten in Plaistow im London Borough of Newham gemeinsam mit zwei Viehwagen nach Musterblatt 9 zu Güterwagen für den Fleischtransport, sogenannten Meat Vans, nach Musterblatt 16 umgebaut.
Mit der Übernahme der LT&SR durch die Midland Railway (MR) 1912 ging der komplette Wagenbestand an die MR über.